# 爪格德蛛
爪格德蛛（学名：Gedea unguiformis）为跳蛛科格德蛛属的动物。在中国大陆，分布于广西等地。该物种的模式产地在广西大明山。